# 土井晩翠

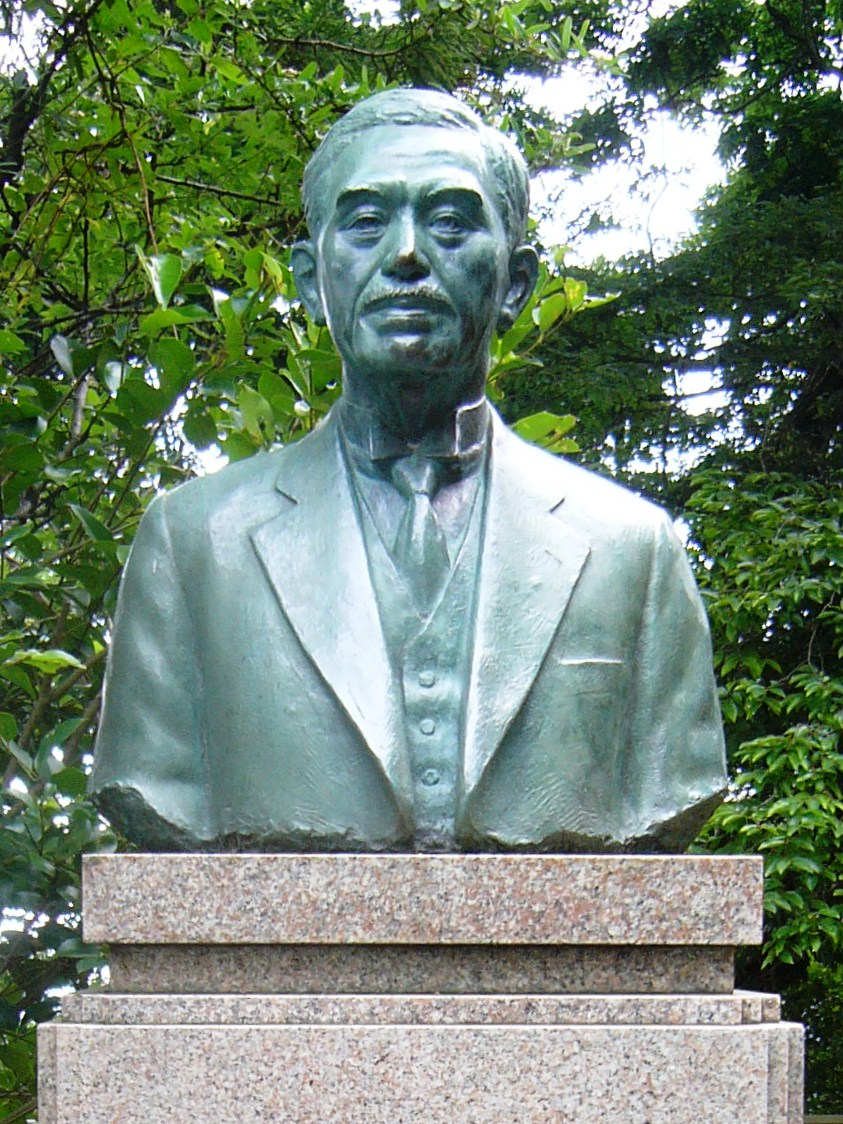
土井晩翠の胸像（仙台市・仙台城址）

土井 晩翠（どい ばんすい、1871年12月5日〈明治4年10月23日〉 - 1952年〈昭和27年〉10月19日）は、日本の詩人、英文学者。本名、土井 林吉（つちい りんきち）。
詩風は男性的な漢詩調で、女性的な詩風だった島崎藤村（『若菜集』など）と並んで「藤晩時代」と称された。また、瀧廉太郎の作曲で知られる『荒城の月』の作詞者としても知られ、校歌・寮歌なども多く作詞した。戦陣訓の文校正でも知られる。英文学者として、ホメーロス、カーライル、バイロンなどを翻訳している。日本芸術院会員、文化功労者、文化勲章受章者。

## 生涯
1871年（明治4年）、仙台県仙台の北鍛治町（現在の宮城県仙台市青葉区木町通2丁目）に、富裕な質屋の土井林七、あいの長男として生まれた。父は挙芳と号し和歌、俳諧などの文学趣味を持ち、祖母伊勢も和歌を作っていた。
8歳で培根小学校（現・仙台市立木町通小学校）に入学。同校在学時に父の影響で『水滸伝』『三国志』『十八史略』に親しみ、『新体詩抄』を愛読した。
祖父の「商人に学問は無用」という意向により進学を阻まれたが、家業に従事しながら英語の通信教育を受けた。1887年に斎藤秀三郎主宰の仙台英学塾に通学を許され、のちに第二高等中学校（ニ高）に入学し、吉野作造と交友を結ぶ。1894年（明治27年）、帝国大学英文科入学。英語の他、フランス語、ドイツ語、イタリア語、ギリシャ語、ラテン語を学ぶ。『帝国文学』編集委員となり、1896年12月号に「紅葉青山水急流」を発表し、以後『帝国文学』『反省雑誌』に詩を発表する。
大学卒業後、1897年に郁文館中学校に就職。1898年（明治31年）にはカーライルの『英雄論』を翻訳出版 。1899年（明治32年）には高山樗牛の働きかけで第一詩集『天地有情』を刊行。この2年前に『若菜集』を発表していた島崎藤村とともに「藤晩時代」あるいは「晩藤時代」と呼ばれた。
また、1898年に東京音楽学校から中学唱歌用の歌詞を委嘱され、「荒城月」（のちの「荒城の月」）を作詩。同校がこの詩につける曲を公募し、瀧廉太郎の曲が採用され、1901年（明治34年）に「荒城の月」として発表、『中学唱歌集』に収められた。
1900年に母校である第二高等学校教授となり帰郷。翌年に第二詩集『暁鐘』を発表し、二高を辞任してヨーロッパに遊学。1904年に帰国し、翌年に二高に復職、同校校歌を作詞した。詩集『東海遊子吟』などを刊行後、大正期はむしろ英文学者としての活躍がみられる。1924年（大正13年）にはバイロン没後100周年を期して『チャイルド・ハロウドの巡礼』を翻訳刊行。昭和になってからはホメロスの翻訳に打ち込んだ。
1934年（昭和9年）、二高を定年退職し名誉教授となる。また、姓「つちい」を誤って「どい」と多く読まれたことを受け改姓。しかし晩年には両姓の読みの誤りを訂正することを止めたため両方の表記が多く残っている。1941年（昭和16年）の戦陣訓の文体作成について島崎藤村・佐藤惣之助とともに参画した。仙台空襲に遭って、住居と3万冊に及ぶ蔵書を失った。
戦後占領期に漢詩調詩が廃れたため、校歌の作詞にほぼ専念する。1950年（昭和25年）に、詩人としては初めて文化勲章を受章。文化功労者、仙台市名誉市民。1952年（昭和27年）、急性肺炎のため死去した。
妻子に次々と先立たれたことで心霊学にも関心を示すようになり、1946年（昭和21年）には財団法人日本心霊科学協会の設立に顧問として関わっている。また、日本全国の学校の校歌を作詞したことでも有名で、特に浅水小学校（宮城県登米市）などの校歌は有名である。母校である木町通小学校の校歌も作詞した。1967年（昭和42年）、晩翠が作詞した校歌を集めた歌集『晩翠先生校歌集』が作られたが、遺漏が多いとされており、いかに多くの校歌を作ったか推測できる。

### 年譜
- 1871年12月5日（明治4年10月23日）、仙台県仙台北鍛冶町（現在の宮城県仙台市青葉区木町通2丁目、北緯38度16分20.2秒 東経140度52分0.5秒）[6]で質屋を営む土井（つちい）林七とあいの長男「林吉」として出生。
- 1878年（明治11年）、培根小学校（現在の仙台市立木町通小学校）に入学。
- 1880年（明治13年）、宮城県仙台区大町三丁目[要出典]（現在の宮城県仙台市青葉区大町1丁目）への転居に伴い、立町小学校（現・仙台市立立町小学校）に転校。
- 1884年（明治17年）、立町小学校卒業。
- 1887年（明治20年）、仙台英学塾（斎藤秀三郎主宰）に通学。
- 1888年（明治21年）、（旧制）第二高等中学校（後の東北大学の一部）補充科2年に入学。
- 1893年（明治26年）
  - 7月、雅号を「晩翠」とする。交友会誌『尚志会雑誌』の創刊号に「謫居」を発表。
  - 12月、『尚志会雑誌』第三号に「行雲流水」を発表。
- 1894年（明治27年）
  - （旧制）第二高等中学校卒業。
  - 帝国大学文科大学（現在の東京大学文学部）英文学科入学。
- 1896年（明治29年）、『帝国文学』の編集委員になり、同誌に「紅葉青山水急流」および「枯柳」を発表。
- 1897年（明治30年）7月、東京帝国大学を卒業し、大学院に進学。小泉八雲らに師事。同時に、（旧制）郁文館中学校（現在の郁文館中学校・高等学校）で教鞭もとった。
- 1898年（明治31年）、カーライル『英雄論（英語版）』を翻訳刊行。
- 1899年（明治32年）
  - 4月、第一詩集『天地有情』刊行。
  - 12月、高知県出身の林八枝と結婚。八枝の兄は東京帝国大学英文科で晩翠の一年先輩。八枝が在学していた東京音楽学校（現在の東京芸術大学音楽学部）の研究生に瀧廉太郎がいた。
- 1900年（明治33年）1月、仙台に戻り、母校である（旧制）第二高等学校の教授となる。
- 1901年（明治34年）
  - 3月、晩翠作詞、瀧廉太郎作曲の「荒城の月」を収めた東京音楽学校編『中学唱歌集』刊行。
  - 5月、第二詩集『暁鐘』刊行。
  - 6月、欧州留学。イギリス（グレートブリテン及びアイルランド連合王国）・ロンドン大学で英文学研究。
- 1902年（明治35年）8月、イギリス・ロンドン郊外のティルベリー（英語版）（テムズ川河口港）にて、日本郵船「若狭丸」で帰国途中だった瀧廉太郎と最初で最後の対面をする。
- 1903年（明治36年）
  - 1月、フランス（フランス第三共和政）・ソルボンヌ大学で仏文学研究（4月まで）。
  - 10月、ドイツ（ドイツ帝国）・ライプツィヒ大学で独英文学研究（1904年7月まで）。
- 1904年（明治37年）11月、帰国。
- 1905年（明治38年）4月、（旧制）第二高等学校教授に復職。同校校歌を作詞。
- 1906年（明治39年）6月、第三詩集『東海遊子吟』刊行。
- 1913年（大正2年）5月、『新訂増補　暁鐘』刊行。
- 1919年（大正8年）
  - 5月、第四詩集『曙光』刊行。
  - 11月、『晩翠詩集』刊行。
- 1920年（大正9年）4月、第五詩集『天馬の道に』刊行。
- 1923年（大正12年）
  - 4月、バイロン『チャイルド・ハロウドの巡礼（英語版）』を翻訳刊行。
  - 東北帝国大学（現在の東北大学）の講師を兼任する（1926年まで）。
- 1927年（昭和2年）12月、『改訂増補 晩翠詩集』刊行。
- 1932年（昭和7年）
  - 8月、第六詩集『アジアに叫ぶ』刊行。
  - 長女の照子が死去[1]。
- 1933年（昭和8年）、長男の英一が死去[1]。
- 1934年（昭和9年）
  - 3月、（旧制）第二高等学校を定年退官。
  - 9月、随筆集『雨の降る日は天気が悪い』刊行。同本の序文に「姓をつちゐと發音し来たが（中略）どゐに改音する」とつづる[7]。
- 1937年（昭和12年）6月、第七詩集『神風』刊行。
- 1940年（昭和15年）
  - 11月、ホメーロス『イーリアス』の訳詩出版。
  - 次女の信子が死去[1]。
- 1943年（昭和18年）2月、ホメーロス『オヂュッセーア』の訳詩出版。
- 1945年（昭和20年）7月10日、仙台空襲で住居と蔵書約3万冊を失う。
- 1947年（昭和22年）11月、日本芸術院会員になる。
- 1948年（昭和23年）、妻の八枝が死去し、孫を除く家族全員を失った[1]。
- 1949年（昭和24年）
  - 5月2日、「仙台市名誉市民」称号贈呈[8]。
  - 教え子など市民有志の後援会「晩翠会」から、本荒町の旧居跡に晩翠草堂（北緯38度15分33.9秒 東経140度52分9.6秒 / 北緯38.259417度 東経140.869333度）が建てられ、終の棲家とする。
- 1950年（昭和25年）11月、文化勲章を授与される。
- 1952年（昭和27年）
  - 8月、仙台城址に「荒城の月」詩碑が建立される。
  - 10月19日21時25分、肺炎のため自宅で死去。仙台市により市葬され、宮城県仙台市新寺小路（現・宮城県仙台市若林区新寺4丁目）の大林寺（北緯38度15分17.5秒 東経140度53分34.7秒 / 北緯38.254861度 東経140.892972度）に葬られた[1]。戒名は詩宝院殿希翁晩翠居士[9]。

### 家族
妻の土井八枝は方言研究家。長男の土井英一はエスペランティストだったが、東北帝国大学在学中に死別した。次女も若くして死別した。次女の夫は英米文学者の中野好夫、その長男・中野好之も18世紀イギリス文学研究者である。

## 作品
『帝国文学』『反省雑誌』に掲載した作品をまとめた『天地有情』は、久保天随と高山樗牛が博文館の大橋乙羽を説得して出版させたが、年々版を重ねる好評で、島崎藤村と並び称されるようになった。詩41編に、カーライル、シェリー、ジョルジュ・サンド、エマーソン、ユゴーについての詩論と詩人論の抄訳を収めている。諸葛孔明の生涯を題材にした「星落秋風五丈原」は漢詩の書き下し風の五七調で、広く愛誦され、第一章は軍歌にも取り入れられた。高山樗牛は「調において藤村に及ばず、辞においては遂に羽衣に劣る。されどもその想の高くして情の清きことは遥かにこの二者を凌ぐ」（『太陽』1897年12月号「晩翠の詩」）と評した。これらの詩は瞑想詩とも呼ばれたが、高山樗牛や日夏耿之介はその本質は叙情詩であると述べている。
「荒城の月」の作詩者・作曲者という間柄ながら、晩翠と瀧廉太郎はたった一度だけしか会ったことがない。それは晩翠が欧州遊学中の1902年（明治35年）8月である。前年4月にライプツィヒ音楽院に留学した瀧廉太郎が肺結核を患ったため帰国することになり、ベルギーのアントワープから日本郵船の大型客船「若狭丸」に乗った。同船がイギリス・ロンドン郊外のティルベリー（テムズ川河口港）に寄港した際、晩翠は姉崎正治と共に瀧廉太郎を見舞い、両者は最初で最後の対面をした。
邦楽家・宮城道雄は、土井の歌詞作品『春の夜』を箏曲で作曲、処女作『水の変態』に次ぐ第二作品として知られている。

### 作品一覧

#### 詩集など
- 『天地有情』博文館、1899年4月
- 『暁鐘』有千閣、佐養書店、1901年5月
- 『東海遊子吟』大日本図書、1906年6月
- 『曙光』金港堂、1919年5月
- 『天馬の道に』博文館、1920年5月
- 『アジアに叫ぶ』博文館、1932年8月
- 『雨の降る日は天気が悪い』1934年（随筆集）
- 『神風』春陽堂、1937年6月
- 『晩翠放談 - 77年を語る』河北新報社、1943年8月

#### 翻訳
- トーマス・カーライル『英雄論（英語版）』春陽堂（1898年5月）
- トーマス・カーライル『鬼臭先生・衣装哲学』大日本図書（1909年4月）
- ジョージ・ゴードン・バイロン『チャイルド・ハロウドの巡禮(礼)（英語版）』二松堂書店（1924年4月）、金港堂、1938年、新月社、1949年
- アーサー・フィンドレー『新時代と信仰』浅野和三郎訳 ※訳者の没後に刊行されたため、後半の訳を担当（1937年11月、心霊科学研究会出版部／新版2014年5月、龍稚会 霊魂研究資料刊行会）
- ホメロス『イーリアス』冨山房（1940年11月、新版1995年／三笠書房、1950年／冨山房百科文庫（上下）、2025年）
- ホメロス『オヂュッセーア』[10]冨山房（1943年2月／三笠書房、1950年）

#### 主な校歌等
- 旧制・群馬県立太田中学校（1904年、現在の群馬県立太田高等学校）
- 旧制・宮城農学校（1915年、現在の宮城県農業高等学校)
- 旧制・千葉県立木更津中学校（1917年、現在の千葉県立木更津高等学校)
- 旧制・第二高等学校
- 旧制・函館高等水産学校（1935年10月）
- 旧制・室蘭工業専門学校（1941年2月、現在の室蘭工業大学）
- 旧制・青森師範学校
- 旧制・山形県立青年学校教員養成所(1941年6月、現在の山形大学地域教育文化学部)
- 旧制・盛岡工業専門学校（1946年）
- 旧制・横浜専門学校（現在の神奈川大学）
- 旧制・大阪理工科大学
- 旧制・宮城県師範学校
- 旧制・神戸高等商船学校岡山分校（1945年）
- 旧制・姫路高等学校
- 旧制・高輪中学校 高輪商業学校(1935年 創立50周年時に制定、現在の高輪中学校・高等学校)
- 旧制・郁文館中学校（現在の郁文館中学校・高等学校）
- 旧制・仙台商業学校（1914年、現在の仙台市立仙台商業高等学校）
- 旧制・大阪府立北野中学校 （1915年、現在の大阪府立北野高等学校）
- 旧制・東北商業学校（1942年、現在の東北高等学校）
- 旧制・宮城女学校
- 旧制・秋田県立秋田中学校（1922年、現在の秋田県立秋田高等学校）
- 旧制・秋田県立大館中学校（現在の秋田県立大館鳳鳴高等学校）
- 旧制・秋田県立横手中学校（1925年、現在の秋田県立横手高等学校）
- 旧制・山形中学校（現在の山形県立山形東高等学校）
- 旧制・山形県立庄内農業学校（現在の山形県立庄内農業高等学校)
- 旧制・山形県立村山農学校（1927年2月、現在の山形県立村山農業高等学校）
- 旧制・山形県立鶴岡工業学校（1921年、現在の山形県立鶴岡工業高等学校）補訂
- 旧制・鳥取県立米子中学校（1936年、現在の鳥取県立米子東高等学校）
- 旧制・福岡県八女工業学校（1931年7月、現在の福岡県立八女工業高等学校）
- 旧制・北海中学校（1911年、現在の北海高等学校）
- 旧制・脇町中学校（1917年、現在の脇町高等学校）
- 旧制・長崎県立大村中学校（旧校歌）（1928年、現在の長崎県立大村高等学校 ）
- 旧制・長崎県立佐世保中学校（長崎県立佐世保北高等学校と長崎県立佐世保南高等学校の前身）
- 旧制・岩見沢中学校（現在の北海道岩見沢東高等学校）
- 旧制・遠軽中学校（1943年12月、現在の北海道遠軽高等学校）
- 旧制・一関農工学校（1944年、岩手県立一関農業高等学校になるが、2004年に岩手県立一関第二高等学校に統合される。）
- 旧制・宮城県女子専門学校
- 旧制・茨城県立潮来高等女学校（1945年、現在は茨城県立潮来高等学校だが、現在の校歌は旧制時代のものではない[11]）
- 旧制・滋賀県立商業学校（1907年、現在の滋賀県立八幡商業高等学校）
- 旧制・島根県立大田中学校（1928年、現在の島根県立大田高等学校）
- 旧制・藤蔭高等女学校（1944年）
- 旧制・高知市高坂高等女学校
- 旧制・岩倉鉄道学校（現在の岩倉高等学校）
- 旧制・岩手県立工業学校（1928年8月、現在の岩手県立盛岡工業高等学校）
- 旧制・長野県岡谷工業学校（1938年、現在の長野県岡谷工業高等学校）
- 旧制・東京府立園藝学校(1919年・大正8年2月11日。現在の東京都立園芸高等学校)
- 長野県第二高等女学校（未定稿）（1946年）[要出典]
- 江原道州公立農業学校（1945年）
- サンパウロ女学院（1939年、現在の赤間学院（ポルトガル語版）ピオネイロ教育センター）
- 高舘村立高舘中学校（1948年、現在の名取市立高舘中学校）
- 階上中学校（未定稿）（1946年）
- 山形県鶴岡市立豊浦中学校
- 山形県朝日町立大谷小学校
- 山形県上山市立中川小学校
- 西郷村第一国民学校（1946年）
- 西郷村第二国民学校（1946年）
- 仙台市立片平丁小学校
- 仙台市立木町通小学校
- 仙台市立立町小学校
- 仙台市立東六番丁小学校
- 仙台市立福岡小学校
- 大崎市立古川第一小学校（1927年）
- 大崎市立岩出山小学校
- 宮城県古川黎明高等学校
- 旧制・北五番丁高等小学校
- 下増田小学校（1935年）
- 東北特殊鋼株式会社社歌（1939年）
- 富士市立吉原小学校（1941年）
- 静岡県立焼津水産高等学校
- 静岡県立清水東高等学校 　校歌歌詞は
- 高知県佐川町立佐川小学校
- 高知県佐川町立佐川中学校
- 高知県立須崎工業高等学校
- 城西大学附属城西中学校・高等学校（東京都）
- 福島県立福島高等学校
- 福島県立磐城桜が丘高等学校
- 福島県郡山市立熱海小学校
- 福島県いわき市立勿来第二小学校
- 福島県会津美里町立高田小学校
- 茨城県立つくば工科高等学校（旧・谷田部農学校、谷田部高等学校）
- 山口市立小郡中学校
- 滋賀県立彦根工業高等学校
- 岩手医学専門学校（1928年7月、現在の岩手医科大学）
- 宮城県白石市立斎川小学校
- 埼玉県吉川市立三輪野江小学校
- 新潟県立水原高等学校
- 名古屋工業大学
- 福島県立平工業高等学校
- 福島県立安達高等学校
- 大和町立吉岡小学校
- 宮城県仙台市立岩切小学校
- 宮城県岩沼市立玉浦中学校
- 杉並区桃井第四小学校

#### 市町村歌
- 尼崎市歌
- 郡山市歌
- 秋田市民歌（初代）
- 気仙沼町民歌
- 山形県青年団歌

#### 社歌等
- 竹田病院々歌（1945年11月、作曲：古関裕而）

#### 戦時歌謡
- ヒットラーユーゲント歓迎の歌（1938年、作曲：東京音楽学校）[12] - ヒトラーユーゲントが日本を訪問した時の歓迎歌[13]、ヒトラーユーゲント#訪日の項を参照

## 土井を記念する催し
- 土井晩翠顕彰会により、晩翠の命日である10月19日前後に顕彰の開催がある。
  - 『晩翠賞』 … 詩人の詩集を対象とした賞。休止中
  - 『晩翠あおば賞』 … 東北地方および仙台市国内姉妹都市の中学生が対象の詩のコンクール。
  - 『晩翠わかば賞』 … 東北地方および仙台市国内姉妹都市の小学生が対象の詩のコンクール。
  - 『杜の都にひびけ「荒城の月」市民大合唱』 … 晩翠の命日である10月19日に仙台城址「荒城の月」詩碑前で開催。

- 母校である仙台市立立町小学校には土井の胸像があるほか、2003年9月には「土井晩翠資料館」が設けられた。

福島県会津若松市、鶴ヶ城には「荒城の月」歌碑とともに土井晩翠の胸像が建つ

## その他
土井は大学卒業後、郁文館中学校の英語教師、その後旧制第二高等学校の英語（最初はドイツ語）教師となった。国文学者と思って受験した生徒が多くいたという。また格調高い授業を期待した生徒もいたが、ただ英文を読んで翻訳するだけの授業であったといわれている。英語の発音は仙台弁丸出しであり、当時の生徒であった小野寺五一は「Father and Mother」を「ファザルエンドマザル」と発音していたと回顧している。
土井が晩年を過ごした仙台市内の住居は現在、「晩翠草堂」として同市青葉区の青葉通り沿いに残されている。これは、土井の教え子や仙台市民の有志が中心となって1949年（昭和24年）に建設されたものである。
後年の1980年代に、この草堂の近くを通過する道路が、土井に因んで「晩翠通り」と命名されたが、それを知った土井の子孫がパブリシティ権の侵害であるとして仙台市を訴えるという事例が起きている。孫の中野好之『仙台「晩翠草堂」の顛末　詩人・土井晩翠旧宅敷地譲渡をめぐる紛争の内幕』（御茶の水書房、1988年）に詳しい経緯が記されている。
土井が転向した当時の立町小学校には訓導として和田経重（後の漢詩人井土霊山）が奉職していた。